# Santiago López (kanadyjski piłkarz)
Santiago López López (ur. 10 czerwca 2005 w Morelii) – kanadyjski piłkarz pochodzenia meksykańskiego występujący na pozycji napastnika, od 2024 roku zawodnik meksykańskiego Pumas UNAM.
Przez sześć lat swojego dzieciństwa ze względu na pracę rodziców mieszkał w Kanadzie, przyjmując tamtejsze obywatelstwo.